# Ecuación de Henderson-Hasselbalch
La ecuación de Henderson-Hasselbalch es una expresión utilizada en química para calcular el pH de una disolución reguladora, o también, a partir del pKa o el pKb (obtenidos de la constante de disociación del ácido o de la constante de disociación de la base) y de las concentraciones de equilibrio del ácido o base y de sus correspondientes base o ácido conjugado, respectivamente.
donde:
- S es la sal o especie básica, y
- A es el ácido o especie ácida

## Observaciones
La ecuación implica el uso de las concentraciones de equilibrio del ácido y su base conjugada. 
Para el cálculo del pH en disoluciones tampón, generalmente se hace una simplificación y se utilizan las concentraciones iniciales del ácido y la sal, por lo tanto se debe tener en cuenta que el valor obtenido es una aproximación y que el error será mayor cuanto mayor sea la diferencia de las concentraciones de equilibrio con las de partida (constante de equilibrio alta). 
En la misma aproximación, tampoco se considera el aporte del agua, lo cual no es válido para disoluciones muy diluidas.

## Desarrollo
Supóngase un ácido AH con disociación parcial. El equilibrio es:
y la constante de disociación asociada será:
Despejando {\displaystyle [\mathrm {H_{3}O^{+}} ]} de la constante de disociación:
Aplicando cologaritmos decimales ({\displaystyle -\log _{10}}) (Véase pH)
Teniendo en cuenta la definición de pH e invirtiendo el cociente:

## Aplicación farmacológica
La fórmula de Henderson-Hasselbalch se emplea para medir el mecanismo de absorción de los fármacos en la economía corpórea. Dicho de otra manera, la absorción es la transferencia de un fármaco desde un sitio de administración hacia la sangre. 
Los rangos de rapidez y eficacia de la absorción farmacológica dependen de una ruta específica de administración, sea esta en su disposición farmacológica traslocarse al interior de la membrana celular para estimular el efecto organísmico deseado, por lo que la administración farmacéutica por diferentes rutas mucosas dependen de su biodisponibilidad farmacológica. 
Para ello se requiere que para la translocación del fármaco se necesite que este, desde su formulación farmacéutica no se disocie al llegar a la membrana celular, sea de carácter liposoluble, y de bajo peso molecular por lo que debe de ser de características de ácidos y bases débiles.
- El efecto del pH en la absorción farmacológica se media estudiando el pH de las presentaciones farmacéuticas:
  - Fármacos ácidos débiles [HA]: liberan un [H+] causando una carga aniónica [A-], para formar: [HA] <-> [H+] + [A-].
  - Fármacos alcalinos débiles [BH+]: liberan también un [H+]. La forma ionizada de los fármacos base son usualmente cargados, y pierden un protón que produce una base sin carga [B], para formar: [BH+] <-> [B] + [H+].

- Tomando el pH de ciertas mucosas, por ejemplo:
  - Cavidad oral: pH 5 a 6.
  - Mucosa gástrica: pH 1 a 3.
  - Mucosa intestinal: pH 4 a 5.

- Y tomando el pK de ciertos fármacos, por ejemplo:
  - Morfina (base) pK 9.
  - Acetaminofeno (ácido) pK 8.
  - Diazepam (ácido) pK 4.
  - Aspirina (ácido) pK 3.5.